# Jerzy Lipka (profesor)
Jerzy Wojciech Lipka (ur. 22 kwietnia 1917 w Warszawie, zm. 11 czerwca 1993 tamże) – polski specjalista w zakresie mechaniki teoretycznej i stosowanej. Profesor zwyczajny Politechniki Warszawskiej.

## Życiorys
Od 1937 do wybuchu II wojny światowej pracował jako konstruktor w precyzyjnym przemyśle maszynowym. Podczas wojny był zaangażowany w działalność konspiracyjną, był wybitnym konstruktorem broni. Studiował na Politechnice Gdańskiej, w 1950 uzyskał stopień magistra i przez krótki czas pozostał na uczelni jako pracownik naukowo-dydaktyczny. W tym samym roku wyjechał do Warszawy i rozpoczął pracę na tamtejszej politechnice, w latach 1954-1960 był prodziekanem Wydziału Lotniczego. W 1957 obronił doktorat, od 1958 do 1962 był docentem w Instytucie Lotnictwa. Od 1964 do 1969 był prodziekanem, a od 1969 do 1971 dziekanem Wydziału Mechaniki Precyzyjnej. W 1964 uzyskał tytuł profesora nadzwyczajnego, a w 1973 profesora zwyczajnego. Od 1970 był dyrektorem Instytutu Konstrukcji Przyrządów Precyzyjnych i Optyki. Od 1987 prodziekan Wydziału Mechanicznego Energetyki i Lotnictwa PW. Wieloletni członek Polskiej Zjednoczonej Partii Robotniczej. Pochowany na cmentarzu Bródnowskim (kw. 33I, rząd 3, grób 30).

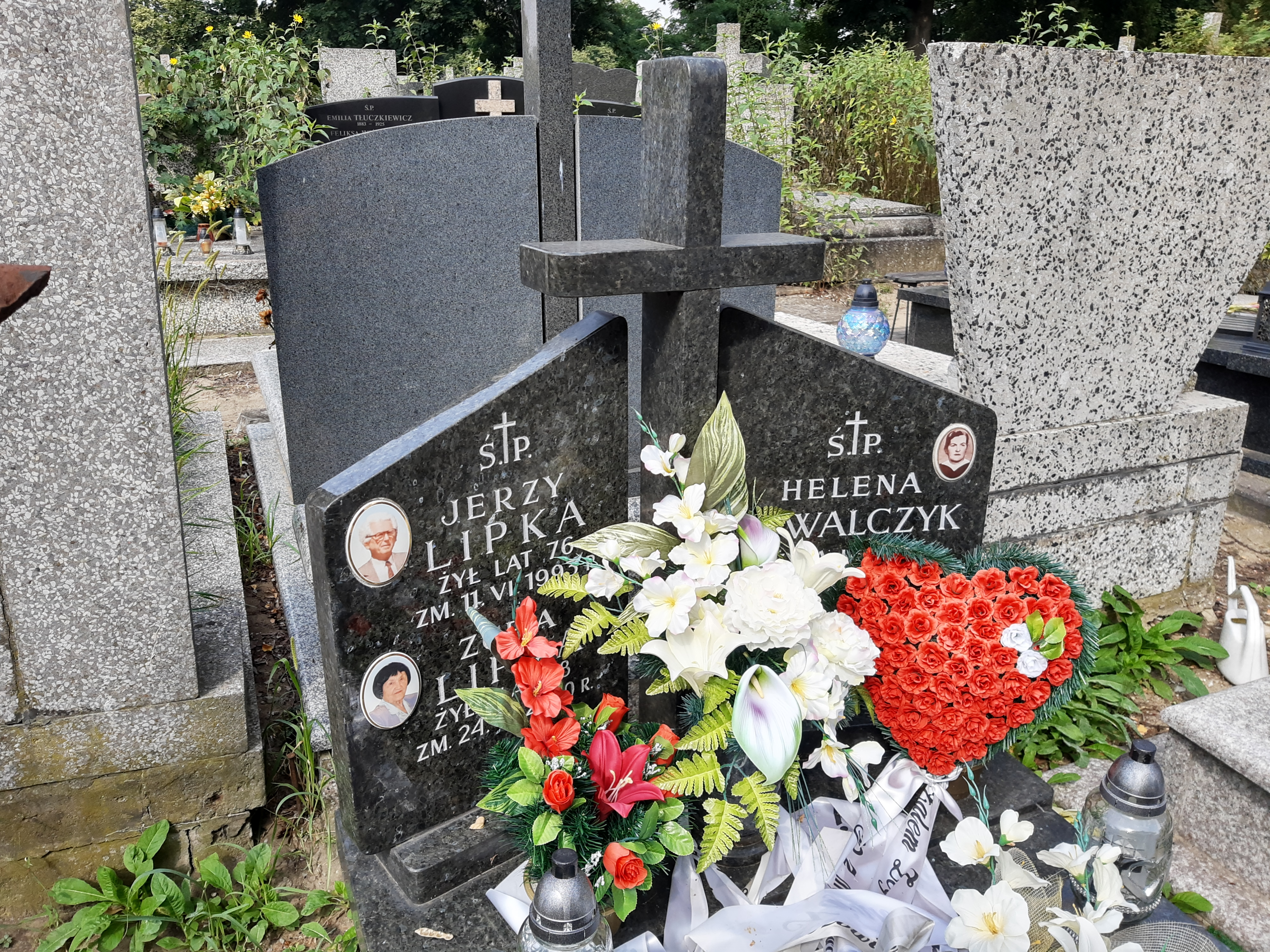
Grób prof. Jerzego Lipki na cmentarzu Bródnowskim w Warszawie

## Dorobek naukowy
Ponad 130 publikacji m.in. referaty, i artykuły z zakresu mechaniki teoretycznej i stosowanej, konstrukcji mechanicznych, analizy odkształceń i naprężeń. Współautor Encyklopedii Techniki (1972), projektów ponad 100 konstrukcji i prac naukowo-badawczych z zakresu mechaniki, wytrzymałości i konstrukcji maszyn wdrożonych w przemyśle.

## Członkostwo
- Polskie Towarzystwo Mechaniki Teoretycznej i Stosowanej,
- Stowarzyszenie Inżynierów i Techników Mechaników Polskich.

## Odznaczenia
- Krzyż Kawalerski Orderu Odrodzenia Polski,
- Krzyż Oficerski Orderu Odrodzenia Polski,
- Srebrny Krzyż Virtuti Militari (4 klasy).